# Амиад
Амиад (ивр. עַמִּיעַד‎) — кибуц на севере Израиля, расположенный на плато Коразим, к югу от Рош-Пина, рядом с шоссе 90, на территории регионального совета Верхняя Галилея.

## История
Кибуц был основан в январе 1946 года выходцами из Пальмаха, прошедшими обучение в Геве, он первоначально был основан в Геве, расположенной примерно в двух километрах к югу от нынешнего поселения. На момент прибытия на место было установлено, что его зовут Амиад, по имени комитета существующего фонда . Члены группы отказались принять это имя, поэтому. в течение нескольких лет кибуц назывался «Джиб Йосеф» по названию этого места, но с начала пятидесятых годов было принято название Амиад.

## Население
По данным Центрального статистического бюро Израиля, население на начало 2020 года составляло 439 человек.

## Экономика
Предприятия кибуца:
- Завод «Amiad Water Systems»: завод, акции которого торгуются на Тель-Авивской фондовой бирже, разрабатывает системы фильтрации воды для бытового использования, для сельского хозяйства, промышленности, для фильтрации балластной воды на торговых судах и для инфраструктуры.
- Сельское хозяйство : оливковые деревья, личи, бананы, авокадо и фруктовые сады, мясной скот, птица, полевые культуры .
- Авторизованный гараж Land Rover
- Сельское жилье и ресторан для путешественников
- Винодельня Амиад

Некоторые члены кибуца в настоящее время занимаются частным предпринимательством.
Кибуц продолжает содержать все учреждения кибуца: библиотеку, клинику, столовую, бассейн, спортивные площадки ( теннис, футбол, баскетбол ), дополнительное образование и многое другое.